# Johannes Jacobus Bertelman

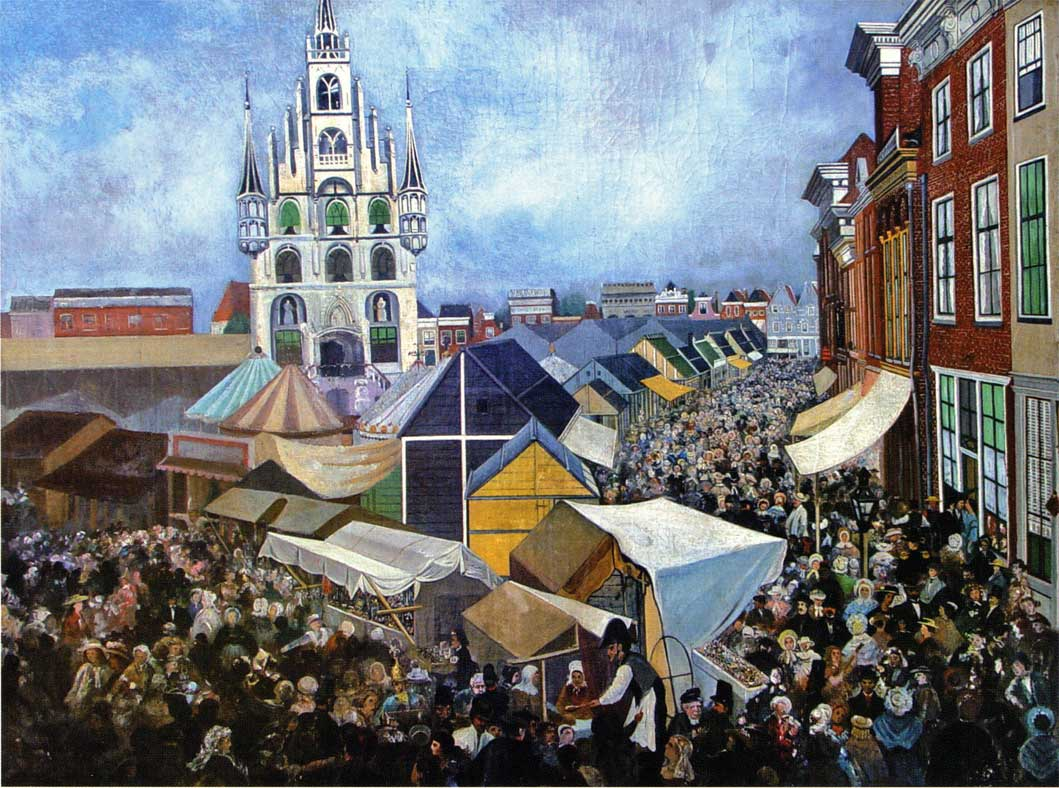
De kermis te Gouda (olieverf)

Johannes Jacobus Bertelman (Amsterdam, 16 maart 1821 - Gouda, 31 maart 1899) was een Nederlands kunstschilder en stadstekenmeester te Gouda.
Johannes Jacobus Bertelman was een zoon van de Amsterdamse componist en muziekleraar Jan George Bertelman en Dorothea Christina Kathman. Op 50-jarige leeftijd trouwde hij met zijn 31-jarige nicht Maria Dorothea Jacobi. Uit dit huwelijk werden twee dochters geboren.
Bertelman studeerde aan de Rijksakademie van beeldende kunsten te Amsterdam. In 1858 werd hij benoemd als stadstekenmeester van Gouda als opvolger van Anthonie Jacobus van Wijngaerdt. Tegen de heersende gewoonte in introduceerde hij van meet af aan ‘het tekenen naar de natuur’ en dus niet het nauwgezet kopiëren van "oude meesters". Zijn pedagogische en organisatorischa capaciteiten werden, volgens G.C. Helbers, eertijds conservator van het "Catharina Gasthuis" te Gouda, hoger aangeslagen dan zijn schilderstalent.

## Stichting van het Goudse museum
Ter gelegenheid van het 600-jarig bestaan van de stad Gouda in 1872 nam Bertelman (samen met onder meer ds. J.N. Scheltema) het initiatief tot een tentoonstelling van “Goudsche Oudheden”. Dit initiatief groeide in 1874 uit tot een permanent museum “Het stedelijk Museum van Oudheden”, de voorloper van het Museum Gouda. Bertelman en Scheltema schonken een deel van hun collecties aan het startende museum. De door Bertelman gemaakte tekeningen van de geplande inrichting zijn bewaard gebleven.
In 1999 werd in het Catharina Gasthuis een tentoonstelling aan hem gewijd ter gelegenheid van zijn 100-jarige sterfdag en het 125-jarig bestaan van het museum, waarvan hij medeoprichter was.

## Enkele werken van Johannes Jacobus Bertelman
Bertelman schilderde o.a. portretten van:
- Anna Barbara Schilperoort - olieverfschilderij (collectie Museum Gouda)
- Hiëronymus van Alphen - olieverfschilderij (collectie Museum Gouda)
- een zelfportret - olieverfschilderij (collectie Museum Gouda)

en verder onder meer:
- De kermis te Gouda - olieverfschilderij
- De Molenwerf te Gouda - tekening
- De Witstraat te Haarlem, huisje in de Kamp - tekening
- Stadsgezicht Gouda (Wijdstraat met in het verlengde de Kleiweg) - schilderij op hout

- Biografisch Portaal: 29517366
- International Standard Name Identifier: 0000 0000 9943 2348
- Nederlandse Thesaurus van Auteursnamen: 228168384
- RKD-Nederlands Instituut voor Kunstgeschiedenis: 7602
- Union List of Artist Names: 500168219
- Virtual International Authority File: 147654979
- WorldCat: E39PBJwxQg7rvppFG7wVy8C4v3